# 솔직하지 못해서
《솔직하지 못해서》(일본어: 素直になれなくて 스나오니나레나쿠테[*])은 후지 TV에서 2010년 4월 15일부터 6월 24일까지 목요극장 시간대에 방송된 에이타, 우에노 주리 주연의 일본 텔레비전 드라마이므로, 후지 TV를 비롯한, 간사이 TV(이하 KTV - 긴키 광역권), 도카이 TV(이하 THK - 주쿄 광역권), TV 니시닛폰(이하 TNC) 등 26개 FNN 지역 민방 네트워크를 통해서 전국적으로 일제히 송출되었다. 약칭은 〈"스나나레"〉
자막으로 타이틀 로고는 "hard to say i love you"의 영문이 표기되었다. 방송 시간은 매주 목요일 (22:00 - 10:54). 첫회는 (22:00 - 11:09) 15분 확대되었다.
국내에선, KT의 올레TV에서 전 편 볼 수 있다.

## 개요
- 5명의 젊은 남녀가 Twitter를 통해 만나 진정한 친구, 동료가 갈 때까지를 그리는 청춘 로코 드라마이므로, 일본 드라마 중 유일무이하게 SNS(소셜 네트워크)를 모티브로 기획한 드라마이다.
- 주연의 에이타와 우에노 주리는 2005년 영화 《섬머 타임 머신 블루스》를 시작으로 《노다메 칸타빌레》과 2008년 《라스트 프렌즈》 이후 처음으로, 총 8번째 공동 출연이다. 각본을 맡은 키타가와 에리코는 후지 TV에서는 2002년 《하늘에서 내리는 일억 개의 별》 이후 8년만의 작품이다. 평균 시청률은 11% 기록했다.

캐치프레이즈는 〈"좋아한다고, 말하지 않았다."〉

## 줄거리
하루(우에노 주리)는 Twitter에서 만난 나카지(에이타)를 포함해 팔로워들과 오프라인 파티를 하게 되는데, 약속 장소로 향하는 도중, 카지와 하루는 서로가 팔로워라는 사실을 모른채, 최악의 만남을 하게 된다. 이후 오프라인 파티 자리에서 팔로워의 닥터(김재중)와 린다(타마야마 테츠지), 하루의 친구인 피치(세키 메구미)와 함께 만나게 되고, 5명은 각각 고민을 안고 있는 사실을 털어놓는다.

## 등장 인물

### Twitter 동료·팔로워 모임
- 나카지마 케이스케: 에이타

27세. 닉네임은 나카지. 유래는 본명에서 따왔다.
- 미즈노 츠키코: 우에노 주리

24세. 닉네임은 하루. 유래는 "봄을 좋아하니까. 키리세이 고등학교 시간제 강사를 맡고 있다.
- 박성수: 김재중

26세. 닉네임은 닥터. 유래는 "직업적 브랜드가 없다와 일본인과는 친구가 될 수 없다고 생각했다"라는 이유이다.
- 니시무라 히카루: 세키 메구미

24세. 닉네임은 피치. 유래는 "산부인과의 팜플렛에 모모타로가 실려 있었기 때문에"이다.
- 이치하라 카오루: 타마야마 테츠지

29세. 닉네임은 린다. 유래는 인터넷에서 여성 행세를 하는 네카마였기 때문으로, "중성적인 이름"으로 붙였다.

### 나카지마의 관계자
- 야마모토 키리코: 이가와 하루카

나카지마의 불륜상대.
- 야마모토 토모히코:야지마 켄이치

키리코의 남편.
- 나카지마 료스케: 킷카와 코지

나카지마의 아버지.

### 미즈노의 관계자
- 미즈노 슈: 나카무라 유이치

미즈노의 동생.
- 미즈노 쇼코: 후부키 준

미즈노의 어머니.
- 마츠시마 켄타: 사카모토 쇼고

키리세이 고등학생.
- 타카하시 마사후미: 류세이 료

키리세이 고등학생.
- 마에다 유키: 아이자와 리나

키리세이 고등학생.
- 칸다 료코: 미타니 에츠요

키리세이 고등학교 교사.
- '교장: 츠루타 시노부

키리세이 고등학교 교장.

### 박성수 관계자
- 박민하: 키나미 하루카

성수의 동생. 키리세이 고등학교 3학년.
- 미네하라 타카시: 다나카 테츠시

성수의 직장(도쿄 메딕) 상사.
- 카토: 마츠카와 타카히로

도쿄메딕의 직원. 성수의 동료.

### 피치의 관계자
- 야노 쥰이치: 카츠무라 마사노부

피치의 상사이자 불륜 상대.

### 린다의 관계자
- 오쿠다 마리코: 와타나베 에리

베스트 매거진의 잡지 "iT!"의 편집장이자 린다의 상사.
- 이치하라 아리: 야마다 메이쿄

린다의 아버지. 개업.
- 이치하라 미사코: 아사카 마유미

린다의 어머니.

## 제작진
- 연출 : 미츠노 미치오, 니시자카 미즈키, 모리와키 토모노부
- 각본 : 기타가와 에리코
- 프로듀서 : 나카노 토시유키

### 음악
- 주제곡 : WEAVER - 〈Hard to say I love you~말하지 않아~〉
- 삽입곡 : 스가와라 사유리 - 〈솔직해질 수 없어서〉
- 오프닝 테마 : The Ting Tings - 〈Great DJ〉

## 방송일 및 부제·시청률
| 각화                                      | 방송일          | 부제 (서브 타이틀) | 시청률 |
| ----------------------------------------- | --------------- | ------------------ | ------ |
| 제1화                                     | 2010년 4월 15일 | 지금, 뭐하니?      | 11.9%  |
| 제2화                                     | 2010년 4월 22일 | 동료가 있습니까?   | 13.2%  |
| 제3화                                     | 2010년 4월 29일 | 비밀이 있나요?     | 10.8%  |
| 제4화                                     | 2010년 5월 6일  | 인연               | 10.3%  |
| 제5화                                     | 2010년 5월 13일 | 널 지켜!!          | 10.9%  |
| 제6화                                     | 2010년 5월 20일 | 두 사람의 비밀     | 11.6%  |
| 제7화                                     | 2010년 5월 27일 | 좋지 않은 밤       | 11.6%  |
| 제8화                                     | 2010년 6월 3일  | 충격의 진실        | 11.8%  |
| 제9화                                     | 2010년 6월 10일 | 너의 생명          | 10.4%  |
| 제10화                                    | 2010년 6월 17일 | 죽지 않아!         | 9.9%   |
| 최종화                                    | 2010년 6월 24일 | 미래. (최종회)     | 10.8%  |
| 평균 시청률: 11.2%                        |                 |                    |        |
| (시청률은 간토 지방·비디오 리서치사 조사) |                 |                    |        |

## 수상 정보
- 2010년 제14회 닛칸스포츠 드라마 그랑프리 남우조연상 - 김재중

## 오리지널 사운드 트랙
| #  | 제목                               | 가수            | 재생 시간 |
| -- | ---------------------------------- | --------------- | --------- |
| 1. | 〈Hard to say I love you (Title)〉 | WEAVER          |           |
| 2. | 〈솔직하지 못해서 (Title)〉        | 스가와라 사유리 |           |